# Калиновская, Юлия Александровна
Юлия Александровна Калиновская (27 февраля 1983, Астрахань, СССР) — российская гребчиха.

## Карьера
Чемпионка России 2003, 2005, 2006, 2007 гг. Серебряный призёр 2002, 2004 гг., бронзовый призёр 2001 г. Бронзовый призёр Кубка мира 2006 г. Бронзовый призёр молодёжного чемпионата мира 2002 г. в Генуе.
Участница пяти чемпионатов мира: 2007 – 10-е место, 2009 – 6-е место, 2014 – 11-е место в составе парных четвёрок; 2015 – 5-е место, 2017 – 7-е место в составе восьмёрок.
Участница восьми чемпионатов Европы (на конец 2017 года). Чемпион Европы 2015 года, вице-чемпион 2008 года в составе распашной парной четвёрки, дважды бронзовый призёр (2016, 2017) в соревнованиях восьмёрок.
Участница Олимпиады-2004. В парной двойке (с Ольгой Самуленковой) стала 10-й.
На Олимпиаде-2008 в соревнованиях парных четвёрок стала 7-й.
Чемпионка мира 2013 года по прибрежной гребле.